# Moiré de Carinthie
Pour les articles homonymes, voir Moiré.
Erebia claudina
Espèce
Statut de conservation UICN

 NT  : Quasi menacé
Le Moiré de Carinthie (Erebia claudina) est un lépidoptère appartenant à la famille des Nymphalidae, à la sous-famille des Satyrinae et au genre Erebia.

## Dénomination
Erebia claudina a été nommé par Moritz Balthasar Borkhausen en 1789.

### Noms vernaculaires
Le Moiré de Carinthie se nomme White Speck Ringlet  en anglais et Weißpunktierter Mohrenfalter en allemand.

## Description
Le Moiré de Carinthie est un petit papillon marron foncé orné aux antérieures d'une bande postmédiane orange et aux postérieure d'un alignement submarginal de petits points blancs.
Le revers est semblable.

## Biologie

### Période de vol et hivernation
Il est localement rare ou absent une année sur deux, peut-être parce que la chenille hivernerait durant deux hivers.
Il vole en une seule génération en juillet et août.

### Plantes hôtes
La plante hôte serait Deschampsia caespitosa.

## Écologie et distribution
Il est présent en Autriche .

### Biotope
Il réside dans les prairies alpines.

### Protection
Bien qu'il soit en régression il est classé NT sur le Red Data Book